# GT赛车概念版
《GT赛车概念版》是一款由Polyphony Digital制作，在PlayStation 2上发行的GT赛车系列的游戏。
它其实上是《GT赛车3》的一个简略版。但是其中具有概念车。在这之后《GT赛车4》发行。它于2002年在日本、韩国、东南亚、和欧洲发行。尽管具有以精简版的《GT赛车：日产350z》的形式发布，但由于未知原因，游戏并没有在北美市场发行。
本简略版紧接着于2001年发行的《GT赛车3 A-Spec》，之后发行了《GT赛车4》。

## 版本
《2001年东京》含有2001年东京车展概念车，包括日产GT-R概念的01。于2002年1月1日在日本和东南亚发行。

## 评价与销售
在发行之时，《fami通》杂志给予了《2001年东京》版游戏33/40的分数。

## 外部連結
- GT賽車概念版影片 （页面存档备份，存于）